# Halj meg egy kicsit minden nap!
A Halj meg egy kicsit minden nap! (Every Day a Little Death) a Született feleségek (Desperate Housewives) című amerikai filmsorozat tizenkettedik epizódja. Az Amerikai Egyesült Államokban először az ABC (American Broadcasting Company) adó sugározta 2005.  január 16-án.

## Az epizód cselekménye
Az autója után megtalálják Mrs. Huber elásott holttestét is. A Lila Akác köz lakóit pedig valósággal sokkolja a gyilkosság ténye. Carlos Solis-t végre kiengedik a vizsgálati fogságból. Ám hazatérte a hitvesi lakba nem teljesen úgy alakul, ahogy azt Gabrielle eltervezte, ugyanis kiderül, hogy Carlos házi-őrizetben marad, vagyis csinos kis feleségére marad, hogy pénzt hozzon a házhoz. Az edzőteremben egy egyszerű félreértés folytán azt hiszik Lynette kisfiáról, hogy halálos beteg, amit a Scavo-anya nem restell kihasználni…A patikus George, Bree egyik "gyenge pontjával", egy pisztollyal ajándékozza meg álmai asszonyát. Amikor azonban Bree le akarja tesztelni a fegyvert, a nem túl szokványos randi bizarr balesetbe torkollik. Mike-nak fel akar mondani a megbízója, miközben Susan számára világossá válik, hogy a Mrs. Huber vezette titkos naplókban szörnyű tette biztosan meg van örökítve. Ezért hát úgy dönt, legjobb lesz, ha ő maga számol be Edie-nek a gyújtogatásról. Erre pedig az elhunyt asszony hamvainak szétszórása ígérkezik a legalkalmasabb pillanatnak… Edie és Susan kieveznek a tó közepére, hogy szétszórják a hamvakat, és Edie sírva fakad. Elmondja Susannek, hogy mennyire hálás neki, mire Susan bevallja, hogy ő gyújtotta fel Edie házát. Edie fogja Martha hamvait, és Susan arcába szórja.

## Szereplők
- - Susan Mayer – Teri Hatcher
  - Lynette Scavo – Felicity Huffman
  - Bree Van De Kamp – Marcia Cross
  - Gabrielle Solis – Eva Longoria
  - Mary Alice Young – Brenda Strong
  - Mike Delfino – Jamie Denton
  - Edie Britt – Nicollette Sheridan
  - Paul Young – Mark Moses
  - Zach Young – Kody Cash
  - Carlos Solis – Richardo Antonio Chavira
  - Rex van de Kamp – Steven Culp
  - Tom Scavo – Doug Savant
  - John Rowland – Jesse MetCalfe
  - Julie Mayer – Andrea Bowen
  - Martha Huber – Christine Estabrook
  - Preston Scavo – Brent Kinsman
  - Porter Scavo – Shane Kinsman
  - Juanita Solis (Solis Mama) – Lupe Ontiveros
  - Noah Taylor – Bob Gunton
  - Maisy Gibbons – Sharon Lawrence
  - Dr. Albert Goldfine – Sam Lloyd
  - Jordana Geist – Stacey Travis
  - Dr. Sicher – Gregg Daniel
  - Danielle Van De Kamp – Joy Lauren
  - Mrs. Truesdale – Shannon O'Hurley
  - Yao Lin – Lucille Soong
  - Ida Greenberg – Pat Crawford Brown
  - Jerry Shaw – Richard Roundtree
  - Dr. Chang – Freda Foh Shen
  - Crowley atya – Jeff Doucette

## Mary Alice epizódzáró monológja
- A narrátor, Mary Alice monológja az epizód végén így hangzik (a magyar változat alapján):

"A halál elkerülhetetlen. Ígérete már születésünkkor megpecsételi mindannyiunk sorsát. De mielőtt ez az ígéret betartatik, mind azt reméljük, hogy történik velünk valami. Legyen az gyönyörteli szerelem, vagy békés családi élet, esetleg gyötrelmes veszteség, mind arra vágyunk, hogy megtapasztalhassunk valamit, ami értelmet ad életünknek. De a szomorú valóság az, hogy nem minden élet nyer értelmet. Egyesek a számukra ezen a bolygón kimért időt a partvonalon ücsörögve töltik. Arra várván, hogy történik velük valami. Míg késő nem lesz."

## Érdekességek
- Amikor George véletlenül lelövi magát és a következő jelenetben Bree George kórtermébe megy, hallható a háttérben, hogy Greenberg. Dr.-t hivatják. Őt láthatjuk a 3. évad 4. részében, aki közli Ida Greenberg nénikéjével, hogy Mike felébredt a kómából

## Epizódcímek szerte a világban
- Angol: Every Day a Little Death (Minden nap egy kis halál)
- Francia: Il veut faire un bébé tout seul
- Német: Asche auf mein Haupt (Mea Culpa!)
- Olasz: Si muore un po' ogni giorno (Halj meg egy kicsit minden nap!)